# Hrabstwo Tuscaloosa
Tuscaloosa – hrabstwo w stanie Alabama w USA. Populacja liczy 164 875 mieszkańców (stan według spisu z 2000 roku).
Powierzchnia hrabstwa to 3500 km². Gęstość zaludnienia wynosi 48 osób/km².

## Miejscowości
- Brookwood
- Coaling
- Coker
- Holt (CDP)
- Lake View
- Northport
- Tuscaloosa
- Vance